# Fredrique Berwald
Fredrika (Fredrique) Charlotta Berwald, gift Säfström, född 14 oktober 1818 i Stockholm, död 9 september 1898 i Hedvig Eleonora församling i Stockholm, var en svensk konsertsångerska.
Berwald var dotter till Johan Fredrik Berwald och Mathilda Berwald i den tyska musiksläkten Berwald. Hon utbildades i sång av modern tillsammans med sina systrar Julie Berwald och Hedda Berwald.
Hon framträdde år 1833 tillsammans med sina föräldrar inför komponisten Spontini på kungliga operan i Berlin, och inför den danska kungafamiljen i Köpenhamn. Hon utgjorde med systrarna en känd sångtrio och uppträdde tillsammans med dem i Finland (1842), Köpenhamn (1844) och i Berlin till en orkester dirigerad av Wagner (1847), och var i Stockholm uppskattade för sina tolkningar av folkvisor för damtrio.
Hon gjorde sin debut på Kungliga operan i Stockholm år 1840 i en duett av Mercadante mot operasångaren Giovanni Belletti på sin fars konsert där. Det sades då att hennes "debut blef mycket fördelaktig, ty rösten hade en vacker timbre i de högre tonerna, styrka och jämnhet";  hon uppträdde sedan med sina föräldrar på samma scen i maj 1841, då "den unga m:lle Frédrique med skäl lifligt applåderad för sitt föredrag af den stora arian ur »Norma», där hennes vackra röst gjorde sig förträffligt gällande."
Hon avslutade sin karriär efter sitt giftermål med Adolf Säfström.